# Алебарда

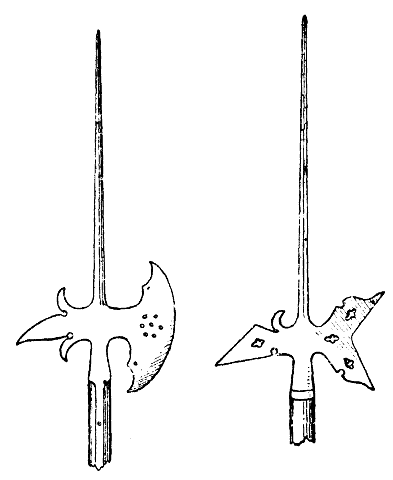
Шведські алебарди 16 ст.

Піхотинці кінця XV ст. Зліва направо: барабанщик, іспанський гвардієць, вояк у швейцарському озброєнні, німецький ландскнехт

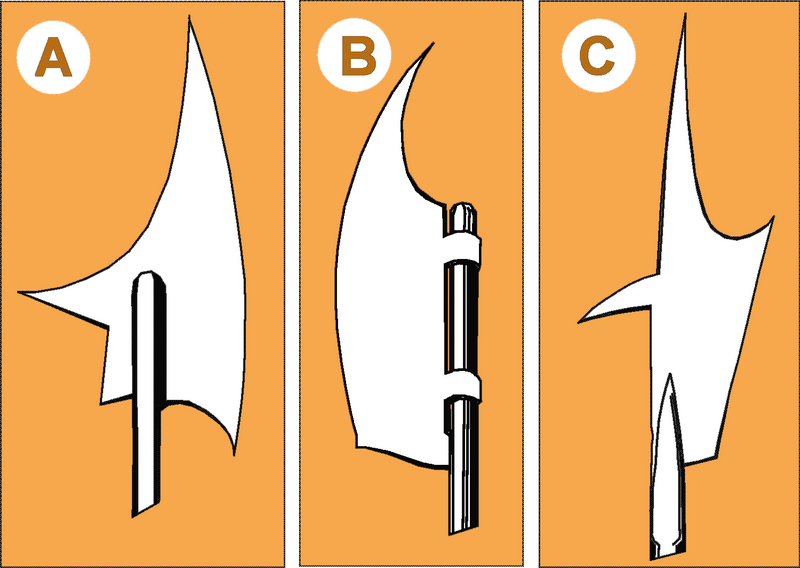
Еволюція леза: алебарда кінця XIV ст. (у центрі), середини XV ст. (ліворуч), початку XVI ст. (праворуч)

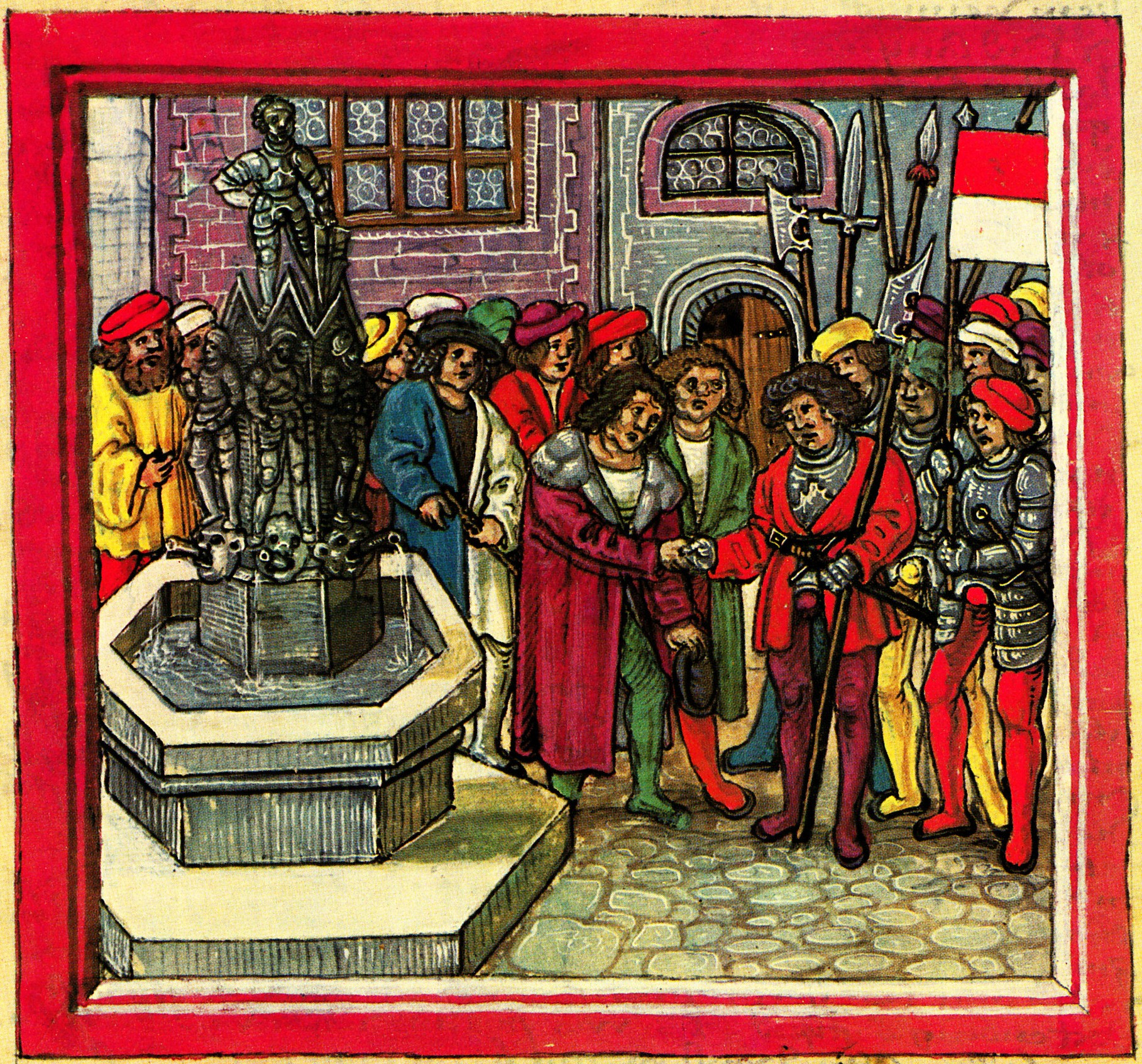
Зустріч військ Унтервальдену в Люцерні. Ілюстрація з «Люцернської хроніки» Діболда Шиллінга Молодшого, 1513

Алеба́рда (від сер.-в.-нім. helmbarte через італ. alabarda і фр. hallebarde) — різновид держакової холодної зброї поліфункціонального призначення. Складається з держака та прикріпленої до нього бойової частини, яка спочатку була комбінацією двох головних елементів: бойової сокири та списа (на Сході — келепа та списа), а також додаткових: чекана, бойового молота, гаків тощо. Основне призначення алебарди — завдавання січних, колючих, іноді пробивних (або розбивних) ударів. Для бойової частини алебарди також характерні деякі додаткові функції — захват бойових частин зброї, або частин тіла супротивника, стягування вершника з коня тощо. Від XIV до XVIII ст. алебарда була на озброєнні піхоти багатьох європейських країн.

## Етимологія
Слово алебарда походить від сер.-в.-нім. helmbarte, утвореного від helmo («руків'я») і barta («сокира»). Етимологічно спорідненими термінами є «бердиш» і «бартка».

## Історія
Сокири на довгих держаках були відомі ще в доісторичну добу: їхні наскельні зображення знайдені в Долині чудес у Франції. Уперше алебарди з'явилася в Давньому Китаї у III ст. до н. е. Її бойова частина поєднувала спис та китайський різновид келепа. Пізніше келеп було замінено на лезо-гарду у формі півмісяця. Існували найрізноманітніші різновиди такої зброї (варіювалися довжина держака — від 1 до 3,5 м і більше, розміри та кількість елементів бойової частини), що робило її придатною для бойового використання як вершниками, так і пішими.
У Європі алебарда відома з XIV ст., вперше з'явившись у Швейцарії. Можливо, сам селянсько-міщанський характер армій швейцарських кантонів, з переважанням піхотинців, сприяв створенню цієї високоефективної як проти піхоти, так і проти кінноти зброї. Перші згадки алебард містяться в повідомленнях про битву під Моргартеном, де армія недавно створеної швейцарської конфедерації 3-х кантонів розбила військо австрійського герцога Леопольда I; можливо, алебарди зіграли вирішальну роль у битві під Земпахом.
Бувши поєднанням сокири та вульжа, алебарда із самого початку була спеціально розробленою для бою зброєю, а не розвитком іншої зброї чи пристосованим для бою сільськогосподарським знаряддям. Такою алебарду роблять її характерні риси: довгий наконечник і прямокутне сокирне лезо під ним, прикріплені до держака 2 кільцями. Надалі кільця були замінені втулкою, а ближче до 1400 р. з'являється і гак на обусі (що міг виконувати функцію бойового багра). Наконечник набуває ромбоподібної або трапецієподібної форми, і нарешті відокремлюється від сокирного леза потовщенням. Зі Швейцарії алебарда потрапляє до Німеччини. У XV—XVII століттях вона використовується у військах ландскнехтів. Протягом XV століття алебарда отримує поширення в європейських арміях, поступово витісняючи бойову сокиру. У Франції вона з'являється, ймовірно, наприкінці Столітньої війни (1337—1453), або дещо пізніше — за часів Людовика XI, який, під враженням успішних дій швейцарців проти бургундців у Бургундських війнах (1474—1477), озброїв нею частину своїх піхотинців. Ударом алебарди був вбитий бургундський герцог Карл Сміливий у битві під Нансі. Також припускають, що алебардою (або білгуком) був зарубаний англійський король Річард III у битві при Босворті. У XVI столітті форма швейцарської алебарди продовжує зазнавати змін: наконечник списа зміщається відносно осі держака (як багнет на рушниці), потім він подовжується, стаючи в три рази довшим за довжину леза сокири; а саме лезо набуває опуклої, увігнутої або місяцеподібної форми.
Алебарди були основною зброєю швейцарської піхоти у XIV — початку XV століття. Пізніше стали застосовуватися піки, півтораручні мечі, а для сутичок на близькій відстані — швейцарські кинджали. Німецькі ландскнехти, запозичивши швейцарські бойові прийоми, також використовували піки при підтримці алебард, але їхньою допоміжною клинковою зброєю був кацбальгер.

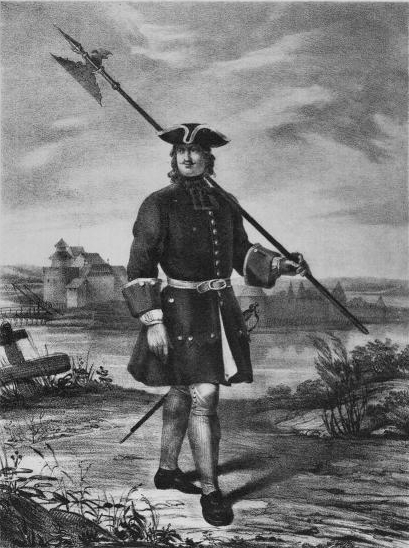
Сержант Російської армії 1700—1720 рр.

Алебарда була зручною зброєю, коли на полях битв звичайними були сутички між пікінерами. Коли ті перейшли до оборонної тактики — захисту аркебузирів і мушкетерів від стрімких кавалерійських атак, кількість алебардників стала скорочуватися. У другій половині XVI ст. їх число зменшується на користь мушкетерів, а з XVII ст. алебарда починає зникати з полів битв, залишаючись тільки в охороні бойового прапора в задніх рядах. На 1588 р. голландська піхота складалася з 39 % аркебузирів, 34 % пікінерів, 13 % мушкетерів, 9 % алебардників і 2 % меченосців з одноручними мечами. Ближче до 1600 р. меченосці зникають, а алебарди залишаються лише в сержантів.
Так, в арміях Католицької ліги в 1625 р. алебардники становили всього 7 % піхотинців, у той час як мушкетери — 58 %, а пікінери — 35 %. На 1627 р. мушкетерів було вже 65 %, пікінерів 20 %, а алебардників 15 %. Алебарда з того часу стає переважно відрізнювальним знаком піхотних унтер-офіцерів, у зв'язку з цим її розміри зменшуються (у Франції такі сержантські алебарди називалися sergentines). В умовах зрослого значення вогневого бою алебарди рідко використовувалися за прямим призначенням. Вони швидше були орієнтиром в строю, позначаючи місце унтер-офіцера, виконуючи роль своєрідної «віхи» для вирівнювання шикування і служачи для подачі сигналів і команд (подібно офіцерському протазану), але разом з тим скорочували число військовослужбовців, які могли вести вогонь. Протягом XVIII ст. алебарда зберігає функцію зброї палацової охорони, замкової і міської варти та парадної зброї. Порівняно зі шпагою алебарда була зручніша для перекриття вулиць при стримуванні юрби: її можна було використовувати як шлагбаум. У Франції у середині XVIII ст. вона ще широко використовувалася (відомий ордонанс короля Людовика XV щодо її вжитку), але в кінці століття алебарда практично зникає, ставши анахронізмом на тлі використовування рушниць з багнетами. У Британії алебарда залишається зброєю сержантів до 1793 року, після чого її змінюють на еспонтони.

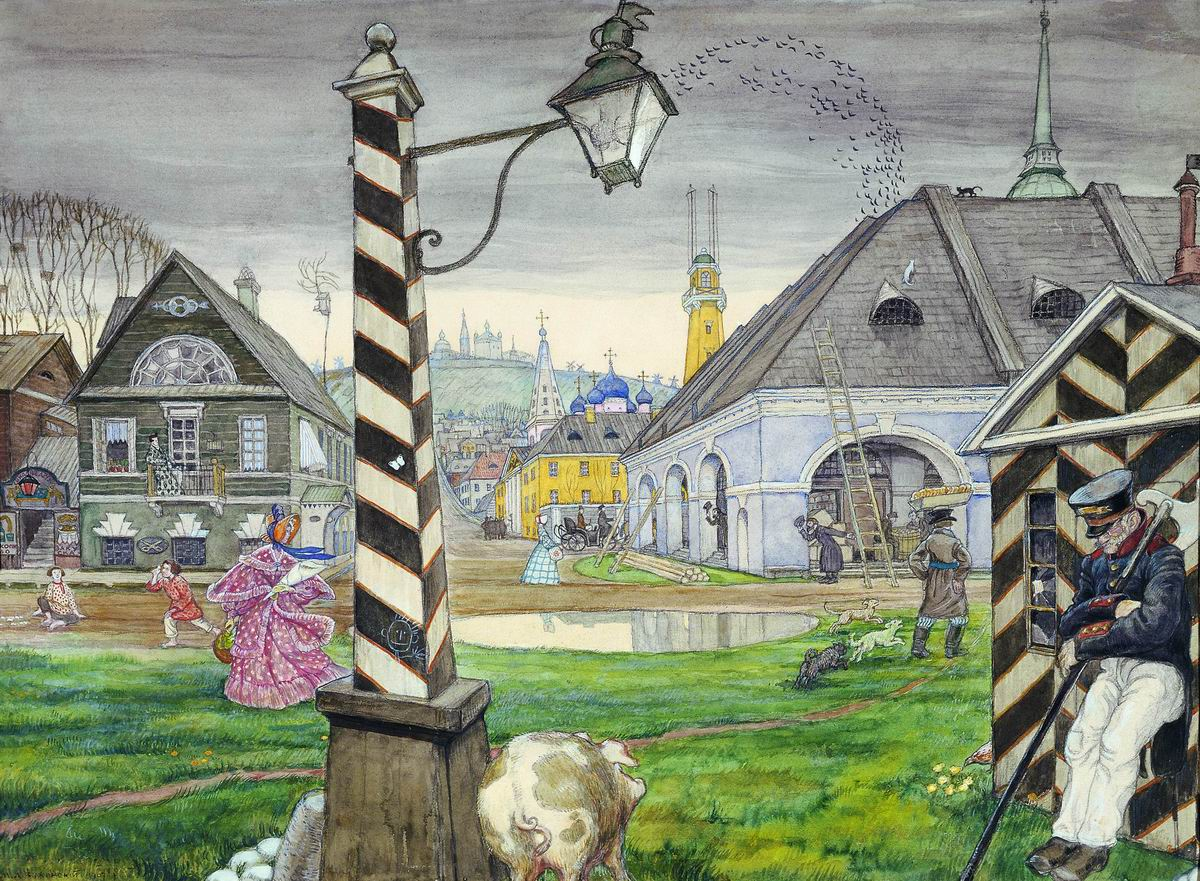
Будочник з алебардою на малюнку М. В. Добужинського «Місто в миколаївський час»

На території сучасної України алебарди в XV—XVIII ст. використовувалась військами Речі Посполитої, Росії, Великого князівства Литовського, Руського, Жематійського. У Російській імператорській армії у кінці XVII — початку XIX століть алебарди були зброєю деяких унтер-офіцерів (фур'єрів, каптенармусів, сержантів). До 1730 року алебарди різних унтер-офіцерських чинів розрізнювалися за формою і розміром леза: великим візерунчастим у сержантів, меншого розміру у каптенармусів, і маленьким серпоподібним — у фур'єрів (капрали, як і рядові, замість алебард мали фузії; підпрапорщики допомагали прапорщикам носити ротні прапори, тому їм алебарди теж мати не належало). У 1730 році алебарди уніфікуються, а фур'єри починають носити їх тільки в строю, використовуючи в поході замість них фур'єрський значок. З 1740 по 1798 рік алебарди в армійських полках скасовуються (ненадовго повертаючись у 1761—1762 рр.), залишаючись тільки в гвардії. Імператор Павло I повертає алебарди унтер-офіцерам фузилерних рот (молодшим унтер-офіцерам, підпрапорщикам, портупей-прапорщикам, фельдфебелям). У 1802 році число унтер-офіцерів, озброєних алебардами, в полках скорочується, а в 1811 році унтер-офіцерські алебарди остаточно скасовуються. До 1856 року алебарда служить зброєю нижнім чинам міської поліції («будочникам»).
Один з останніх випадків бойового застосування алебарди — Січневе повстання 1863 року, коли в загонах косинерів старою алебардою був озброєний один з добровольців. Оскільки кіс бракувало, повстанці мусили виготовляти саморобну держакову зброю, яка вважається різновидом алебард — сокири на довгих держаках. Деякі з алебардників взяли участь у битві під Меховом.
У теперішній час алебарда є церемоніальною зброєю деяких військових формувань (наприклад, Швейцарської гвардії Ватикану, роти «Алабардерос» Королівської гвардії Іспанії).

## Опис

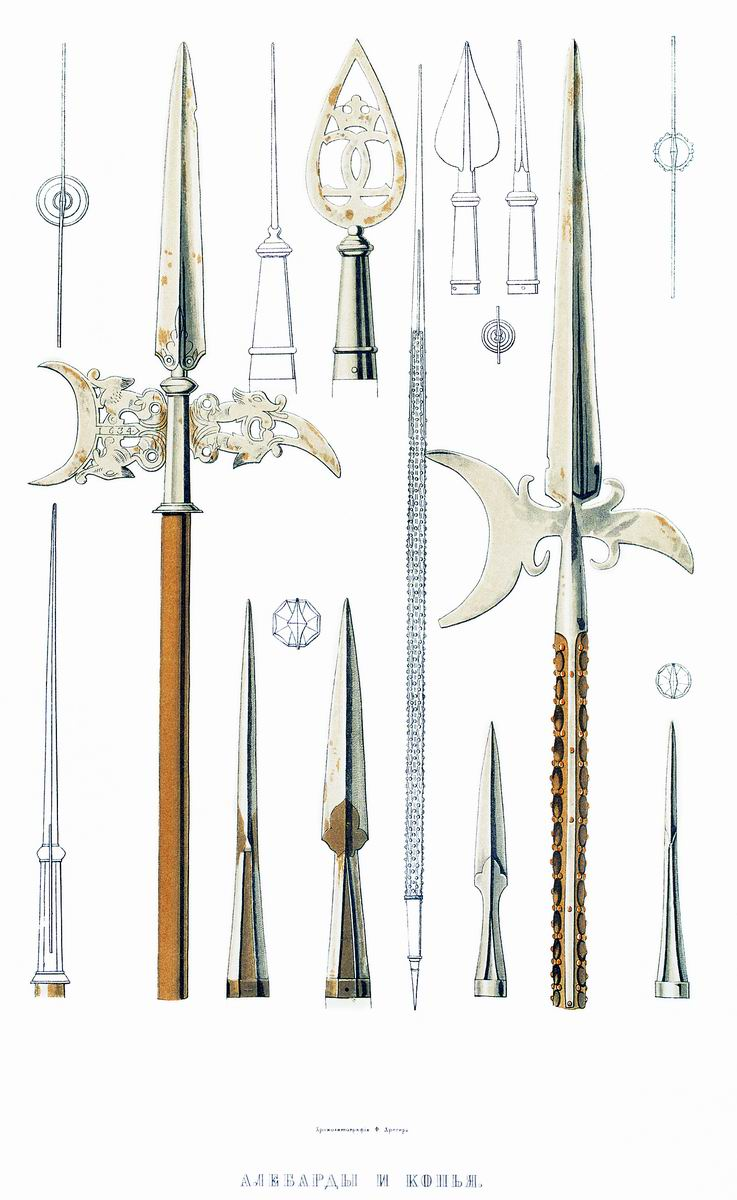
Ф. Г. Солнцев Алебарди та списи (із серії альбомів «Стародавності Російської держави»), 1849—1853 рр.

Довжина алебард коливалася в межах 200—240 сантиметрів, а вага при цьому могла бути від 2,5 до 5,5 кілограмів. Наймасивнішими були алебарди XV—XVI століть, коли леза ще часто виготовлялися за технологією зварювання, а головним завданням було пробиття суцільного лицарського обладунку. У XVII столітті застосовувалися алебарди меншої ваги. Середня довжина європейської алебарди становила 180—220 см. Із XVII століття запанував, ставши класичним, тип алебарди з вузькою сокиркою, розвиненим списом-вістрям і одним гаком.
Розрізняють німецькі й італійські алебарди: перші мали більш вузьке і довге лезо, клинки італійських алебард були різноманітніших форм і часто прикрашалися декором. Гак на протилежному сокирі боці міг використовуватися як бойовий багор — для стягання вершника з коня. Пізніше спис та сокира бойової частини трансформувалися в оригінальні різновиди: з широким дволезовим клинком (глефа), кривим клинком, клинком у вигляді півмісяця тощо.
З алебардою мають конструктивну схожість такі види держакової зброї, як бердиш, білгук, вульж, гвізарма, глефа, полекс, фошар та деякі інші.

## Морські алебарди
Значно довші — іноді понад 300 сантиметрів, — були морські «абордажні» алебарди, призначені здебільшого для стягання бортів кораблів при абордажі, для чого вони споряджалися дуже великим гаком. З іншого боку, ними ж можна було і перешкоджати абордажу, вражаючи ворога ще на борту його судна.

## Геральдика
Алебарда є однією з негеральдичних гербових фігур: наприклад, вона присутня на гербах Ааса, Бардієва, Лічау, Стразького, Ярославля та інших міст і сільських громад, а також на родинних гербах.
Галябарда (пол. Halabarda) — одна з назв герба Окша, незважаючи на те, що на ньому зображена звичайна бойова сокира.
У західноєвропейському мистецтві алебарда є атрибутом апостола Фадея.

## Галерея

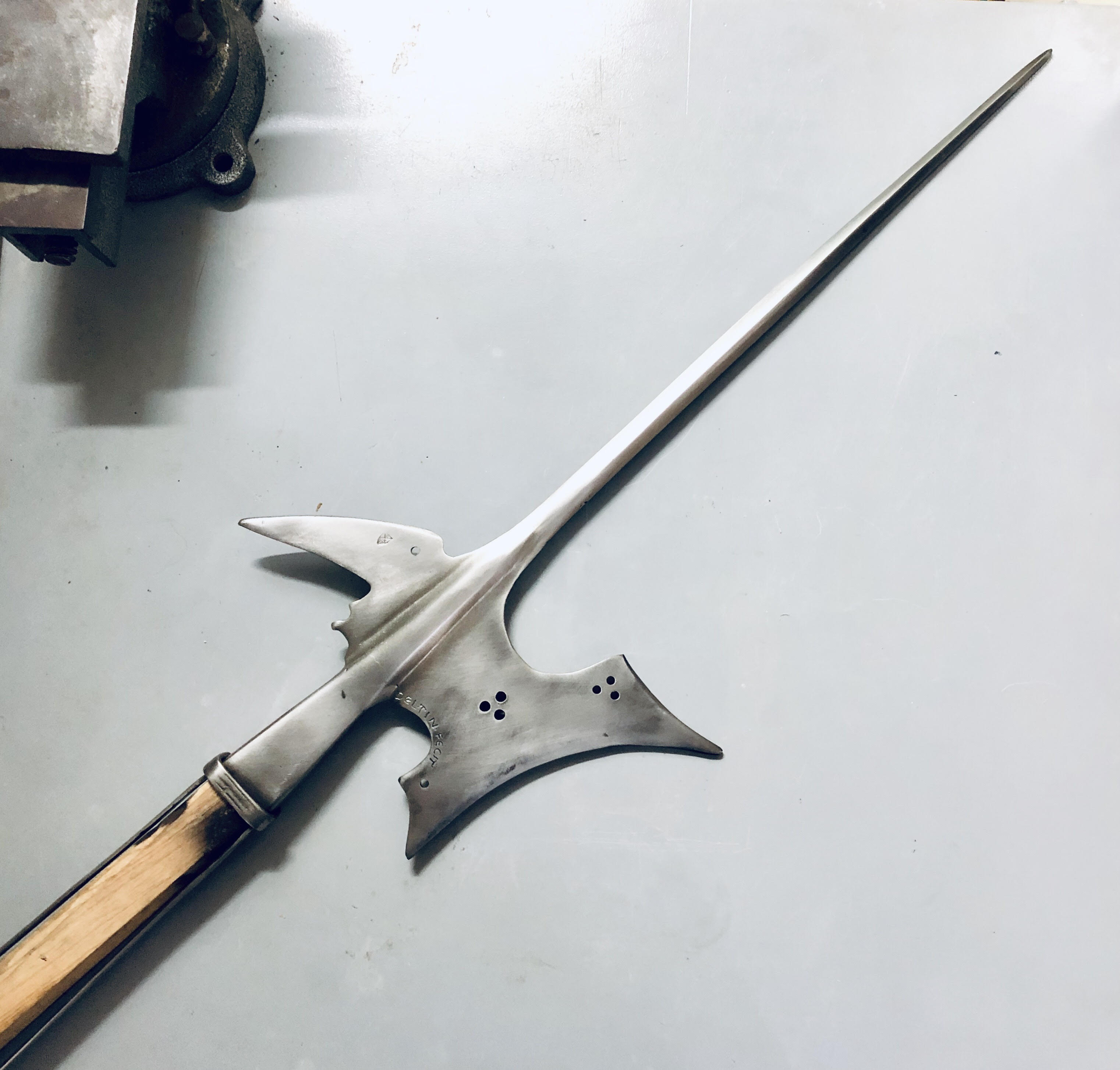
Італійська репліка алебарди XX ст.
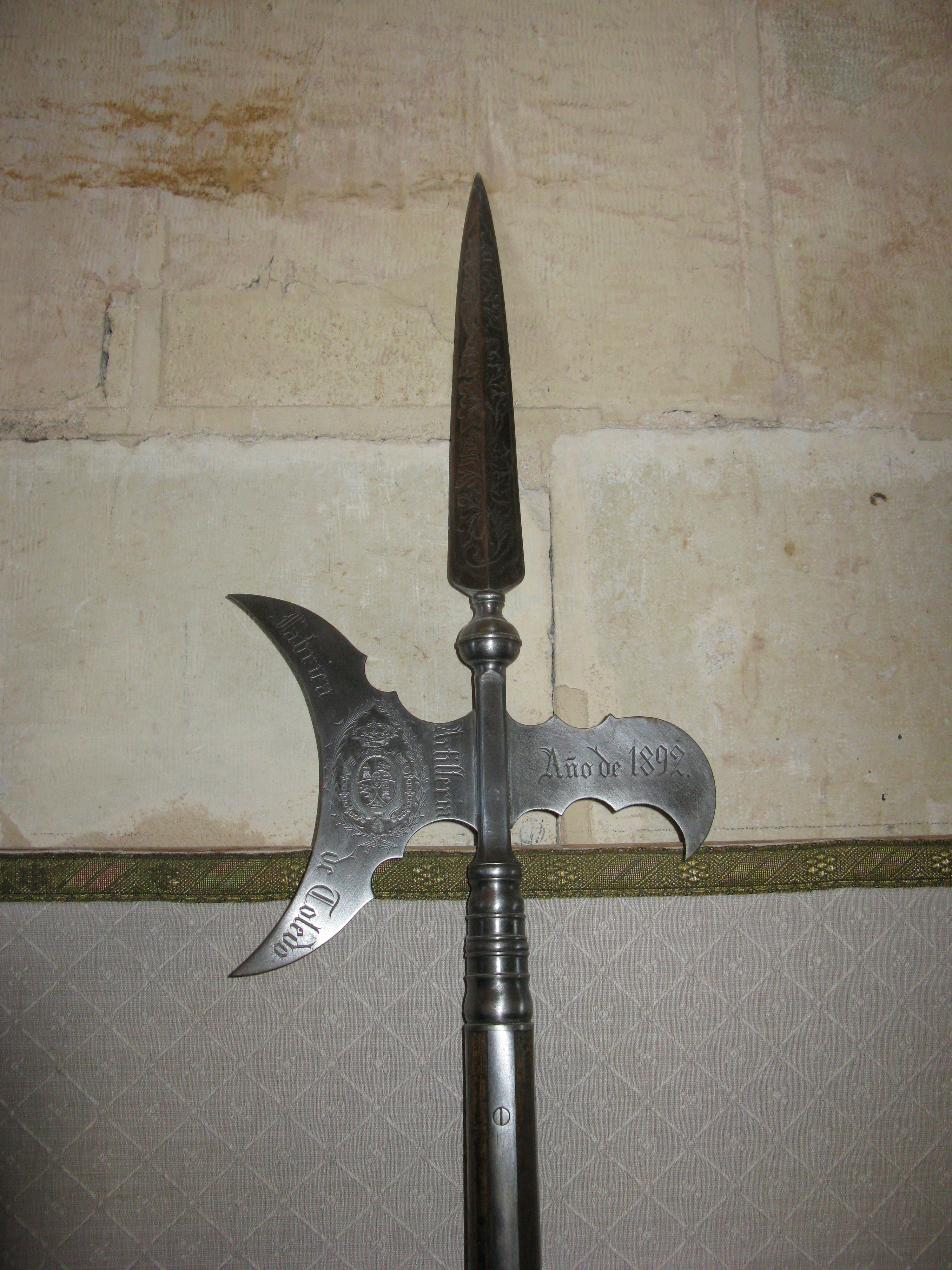
Алебарда зі зброярні Алькасара в Сеговії
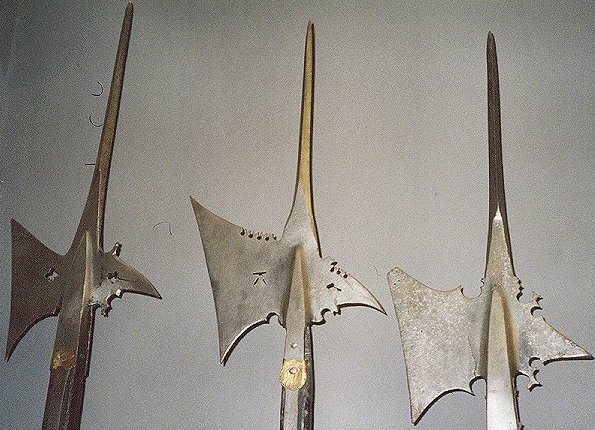
Швейцарські алебарди
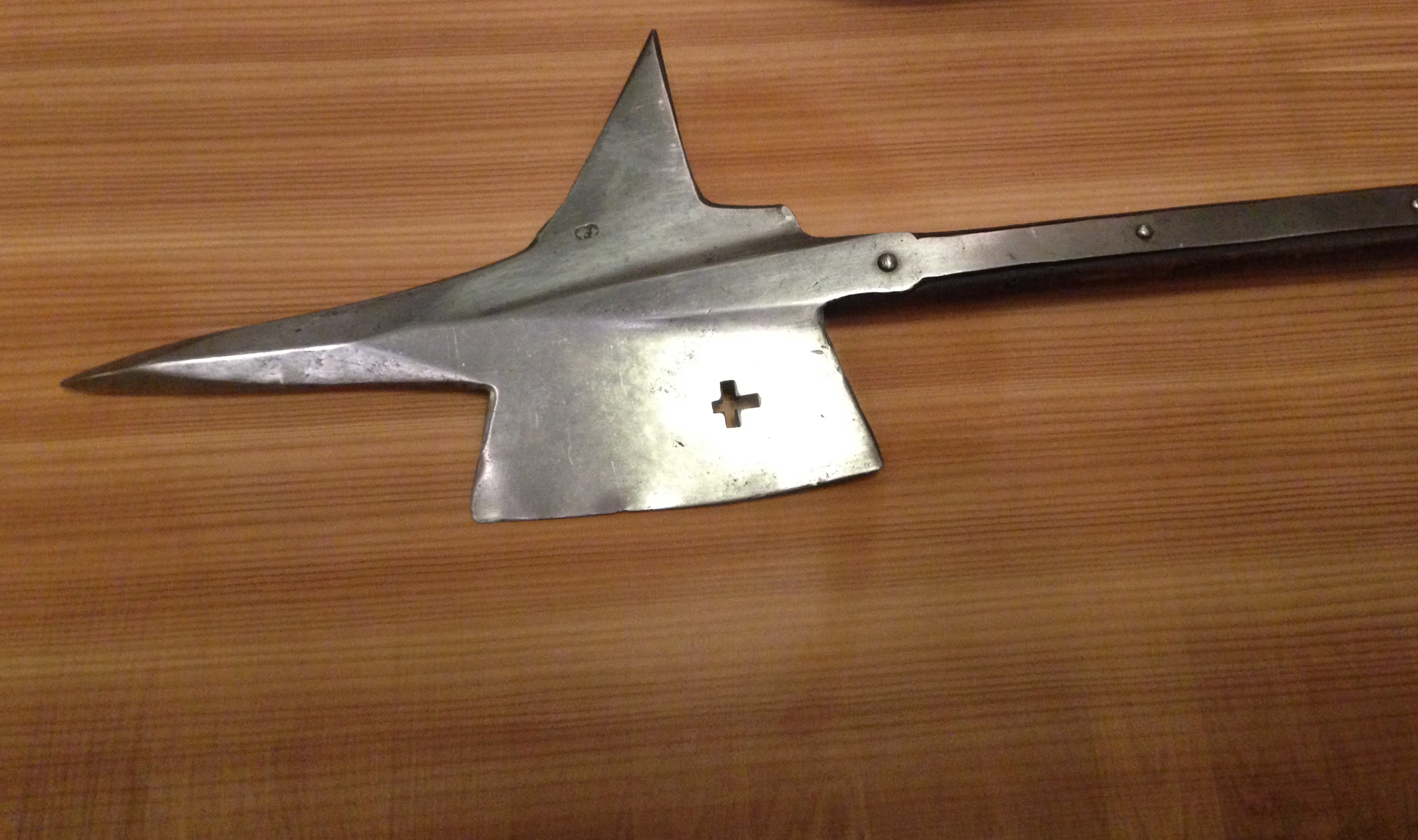
Швейцарська алебарда XV століття

Алебардники
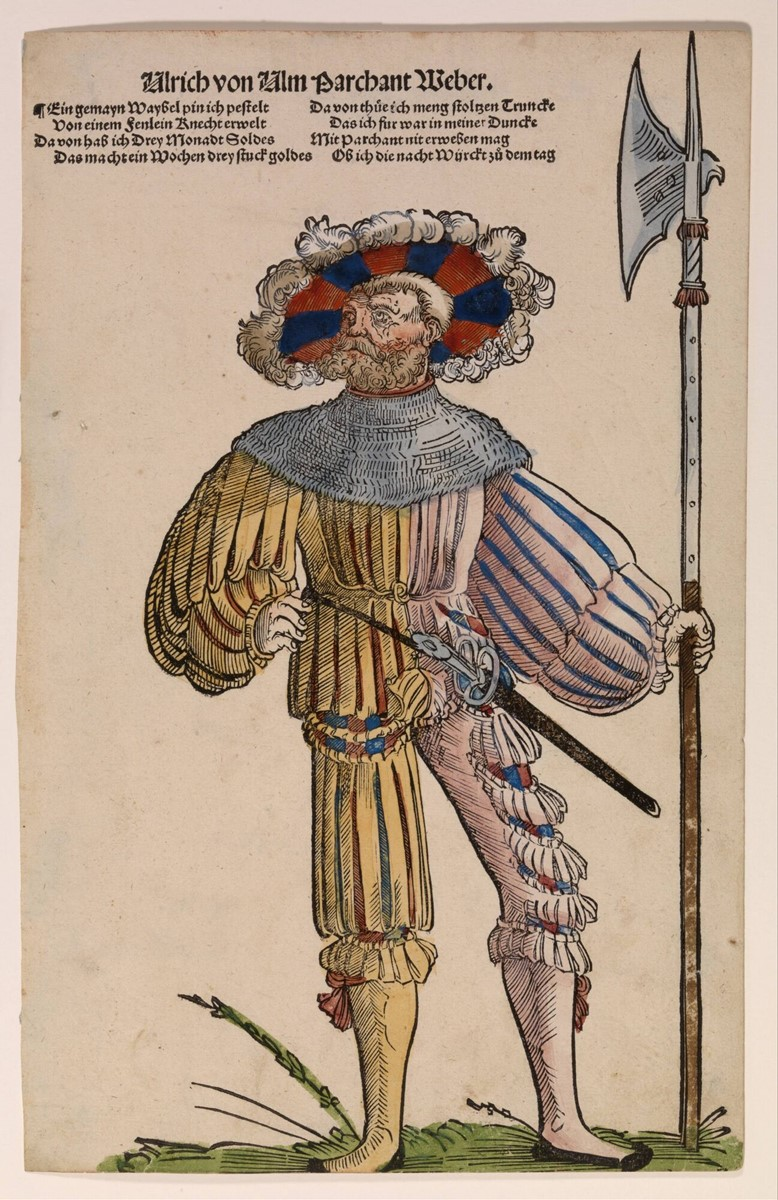
Ландскнехт з алебардою. Гравюра Н. Штера, 1530
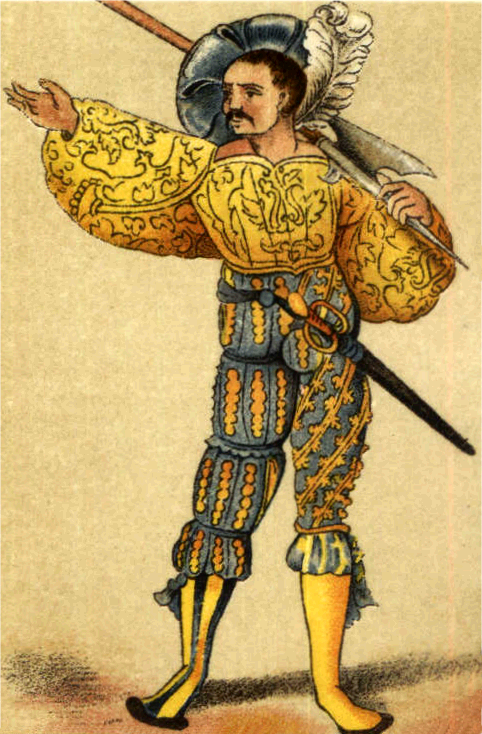
Ландскнехт з алебардою. Малюнок 1907 р.
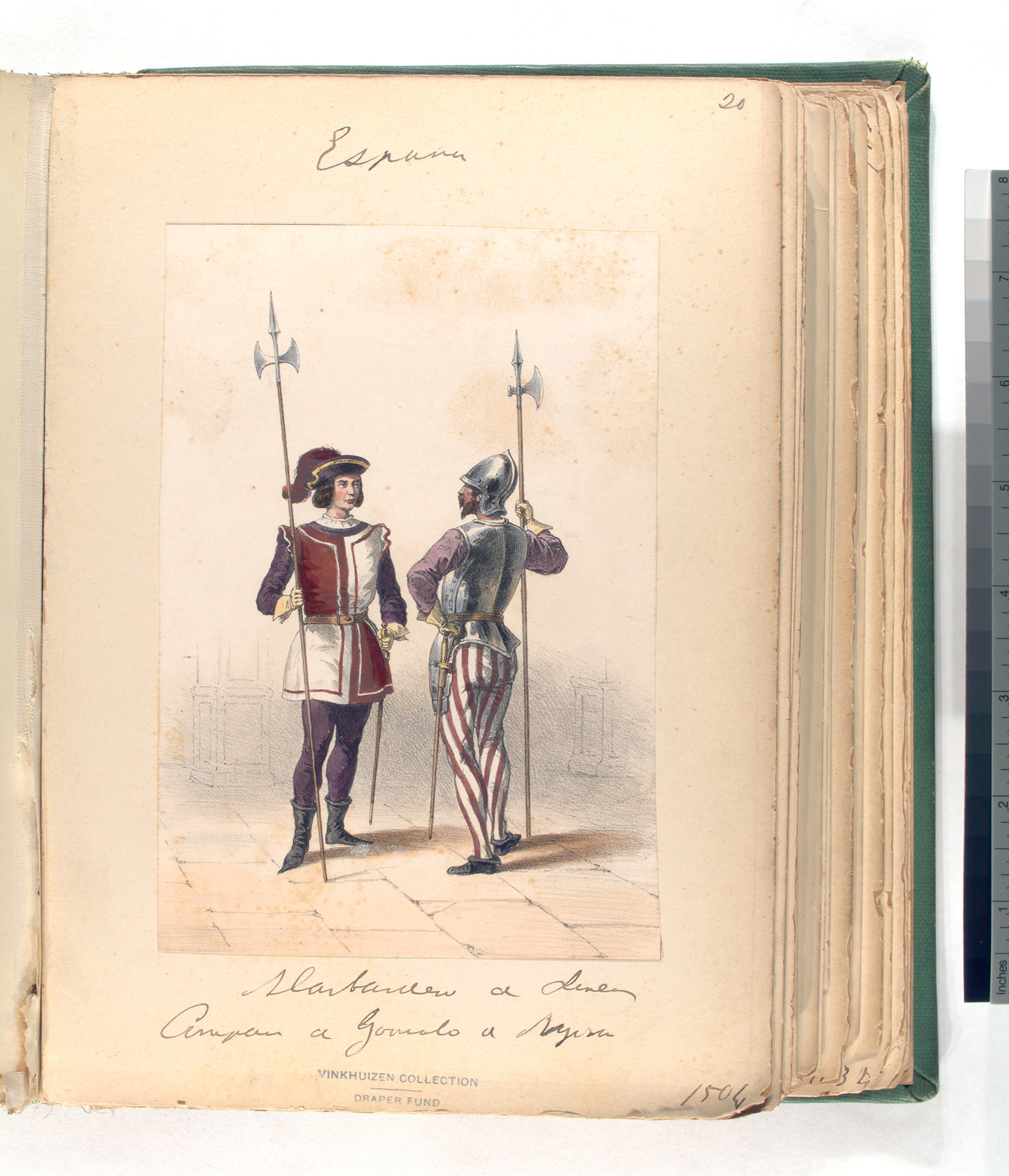
Іспанські алебардники початку XVI ст.
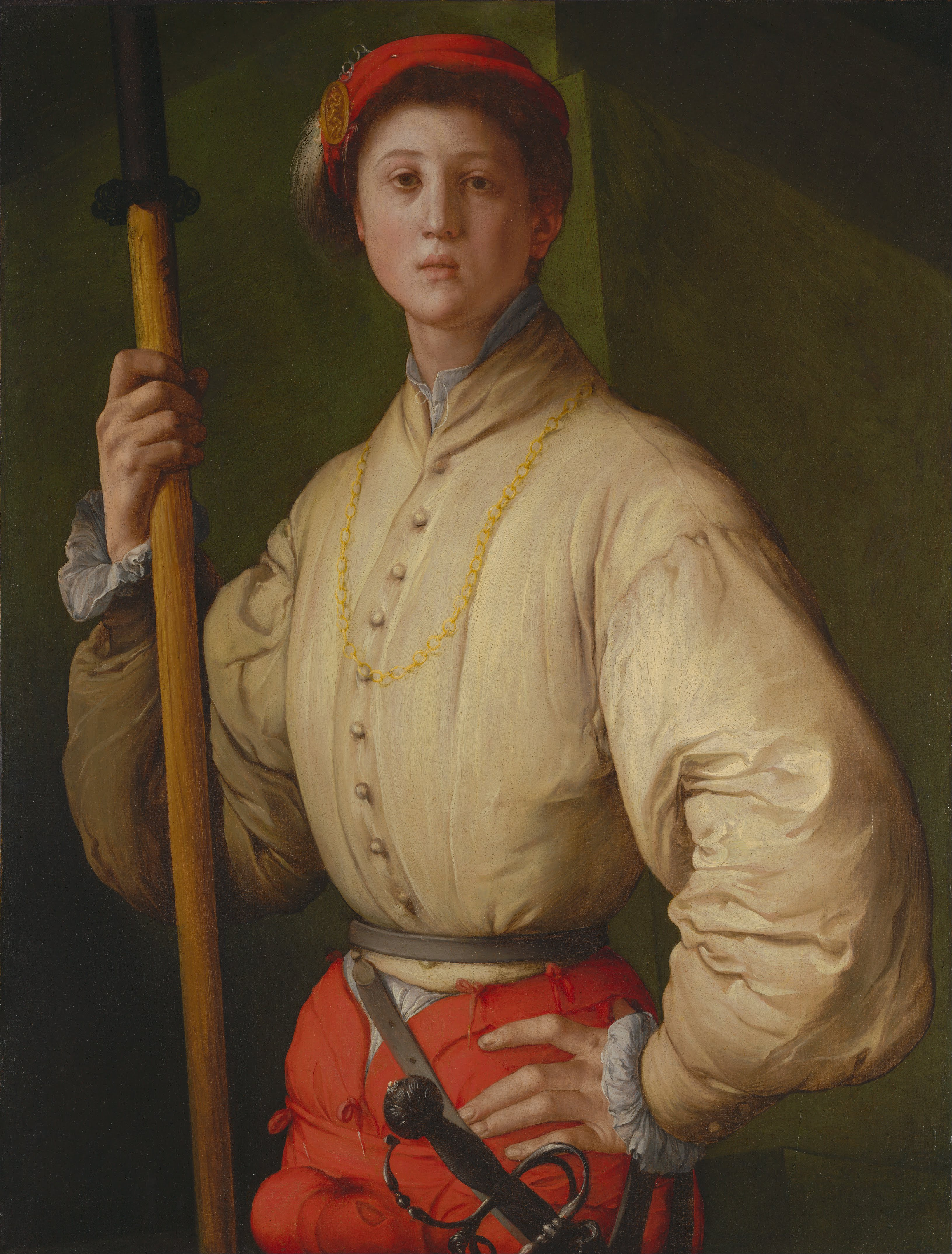
Я. Понтормо Алебардник, бл. 1528-30 рр.
Сержант саксонської армії, 1803
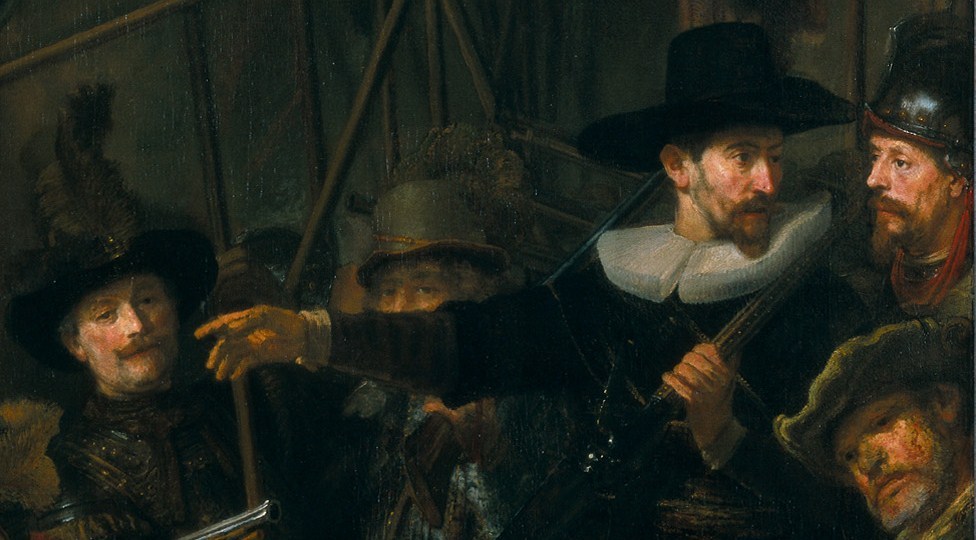
Сержант Ромбаут Кемп з алебардою на плечі (фрагмент картини Рембрандта «Нічна варта»)
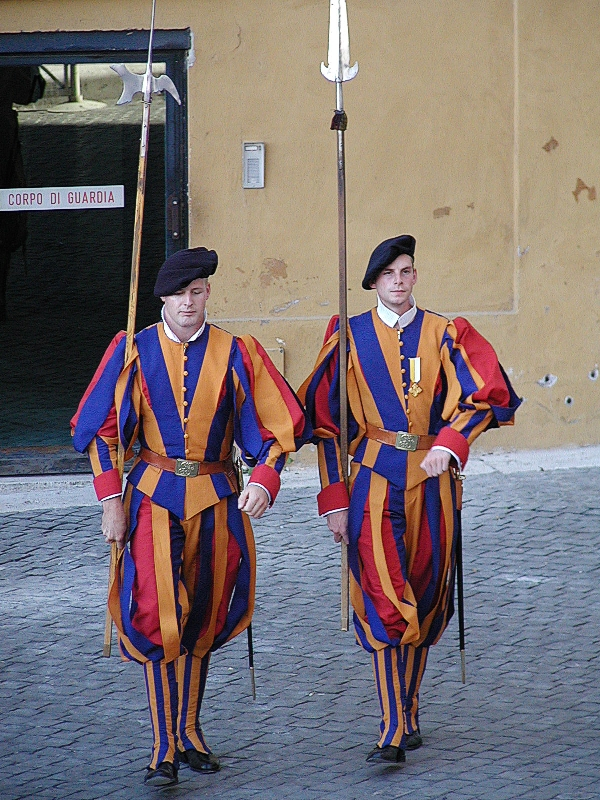
Швейцарські гвардійці з алебардою (ліворуч) і протазаном (праворуч)